# 达克武趾虎属
达克武趾虎属（学名：Dactylocnemis）是澳洲蜥虎科的一属。

## 下属物种
本属包括以下物种：
- 太平洋达克武趾虎 Dactylocnemis pacificus (Gray, 1842)